# Dorfkirche Rüthnick

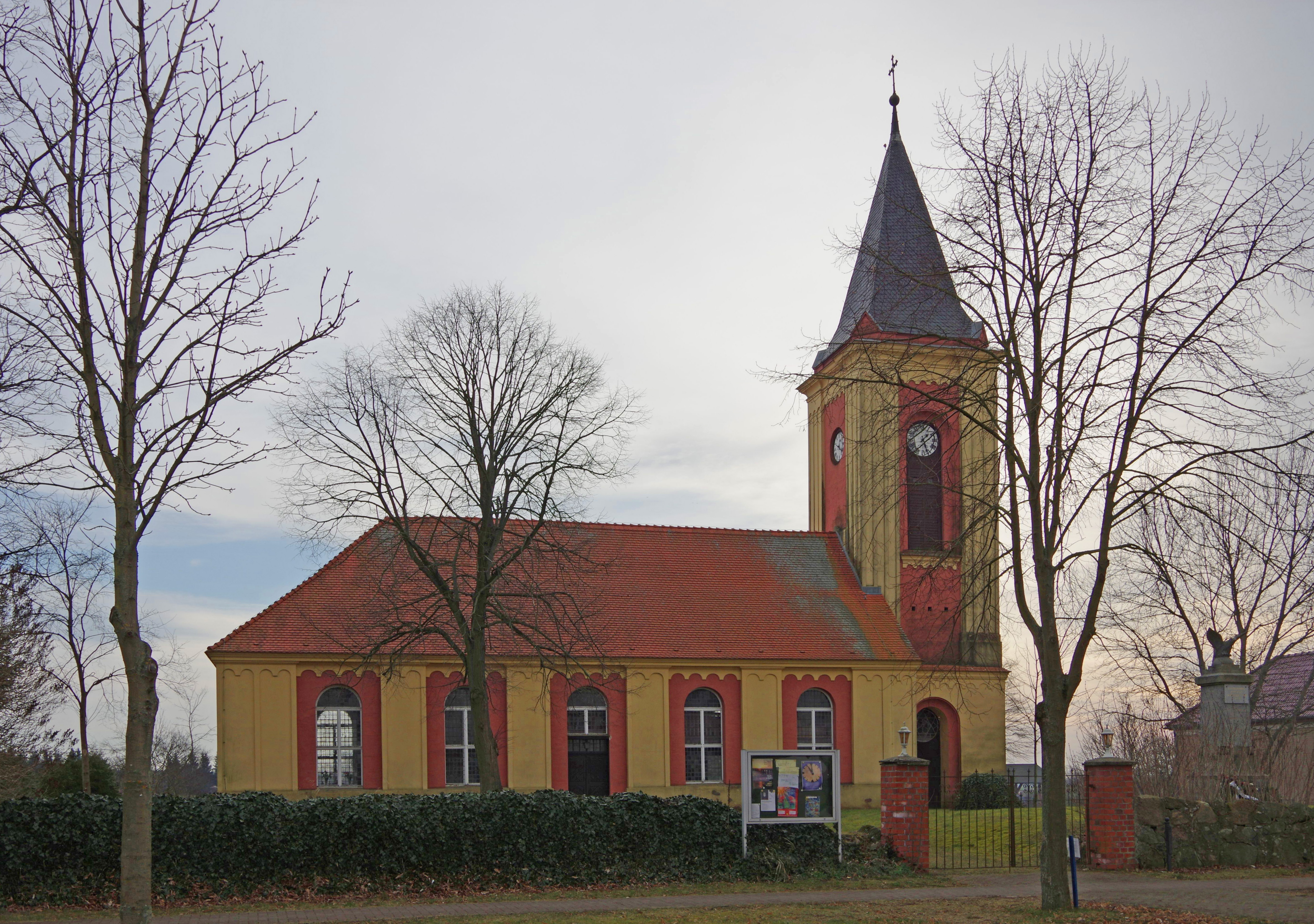
Dorfkirche Rüthnick

Die evangelische Dorfkirche Rüthnick ist eine Saalkirche in Rüthnick, einer Gemeinde im brandenburgischen Landkreis Ostprignitz-Ruppin. Die Kirchengemeinde gehört dem Pfarrsprengel Herzberg-Lindow im Kirchenkreis Oberes Havelland der Evangelischen Kirche Berlin-Brandenburg-schlesische Oberlausitz an. Das Gebäude steht unter Denkmalschutz.

## Lage und Geschichte
Die Kirche befindet sich auf der Südseite der Dorfstraße und ist von einem Kirchhof umgeben. Der hoch aufragende Turm der Kirche dominiert die Ortssilhouette und bietet von Süden aus einen weiten Blick. Auf der Nordseite des Gebäudes befindet sich ein Kriegerdenkmal für Gefallene des Ersten Weltkriegs und die ursprüngliche Feldsteineinfassung bildet einen räumlichen Abschluss zur Straße hin. Rüthnick war stets Mutterkirche mit mehreren Tochterkirchen. Das Patronatsrecht besaß das Lindower Nonnenkloster bis 1541 und danach der Landesherr bzw. Fiskus. Der Vorgängerbau, ein mittelalterlicher Feldsteinsaal, brannte beim Ortsbrand 1803 nieder. Im selben Jahr wurde der Oranienburger Baubeamte Eckel mit dem Entwurf eines neuen Kirchenbaus beauftragt. Die Kirche wurde nach einer überarbeiteten Fassung des Entwurfs von 1804 bis 1806 gebaut.
Die Ausführung des Kirchenneubaus oblag dem Amtszimmermeister Christian Schulz und dem Maurermeister Johann Dense aus Alt Ruppin. Der Kirchturm wurde bereits 1811 bei einem Brand beschädigt. Ein neuer Entwurf für die Wiederherstellung des Turms wurde 1814 von Bauinspektor Johann Carl Ludwig Schmid aus Zehdenick vorgelegt und 1818 verändert erneut vorgelegt. Der Entwurf wurde von Karl Friedrich Schinkel überarbeitet und bis 1819 fertiggestellt, wobei die Ausführung durch Maurermeister Söhnel aus Neuruppin und Zimmermeister Ranft erfolgte. Der wiederhergestellte Turm diente im Erdgeschoss als Leichenhaus. Im Jahr 1821 wurden Eisenglocken angeschafft, die 1853 durch zwei von Rubon in Berlin gegossene Glocken ersetzt wurden, die später eingeschmolzen wurden. Der Kirchturm erhielt 1864/65 bei einer Renovierung durch Kreisbaumeister Maaß aus Gransee eine Schieferdeckung. 
1932 wurde der Turm und das Dach durch einen Blitzschlag beschädigt, und eine Reparatur wurde im selben Jahr durchgeführt, um den Schaden zu beheben. Nach einem Leerstand und Verfall der Kirche ab 1969 wurde sie 1981/82 umgebaut und wiederhergestellt, wobei die östliche Hälfte des Schiffs für Gemeindezwecke abgeteilt wurde. Eine Erneuerung des Äußeren fand von 1998 bis 2000 statt.

## Baubeschreibung

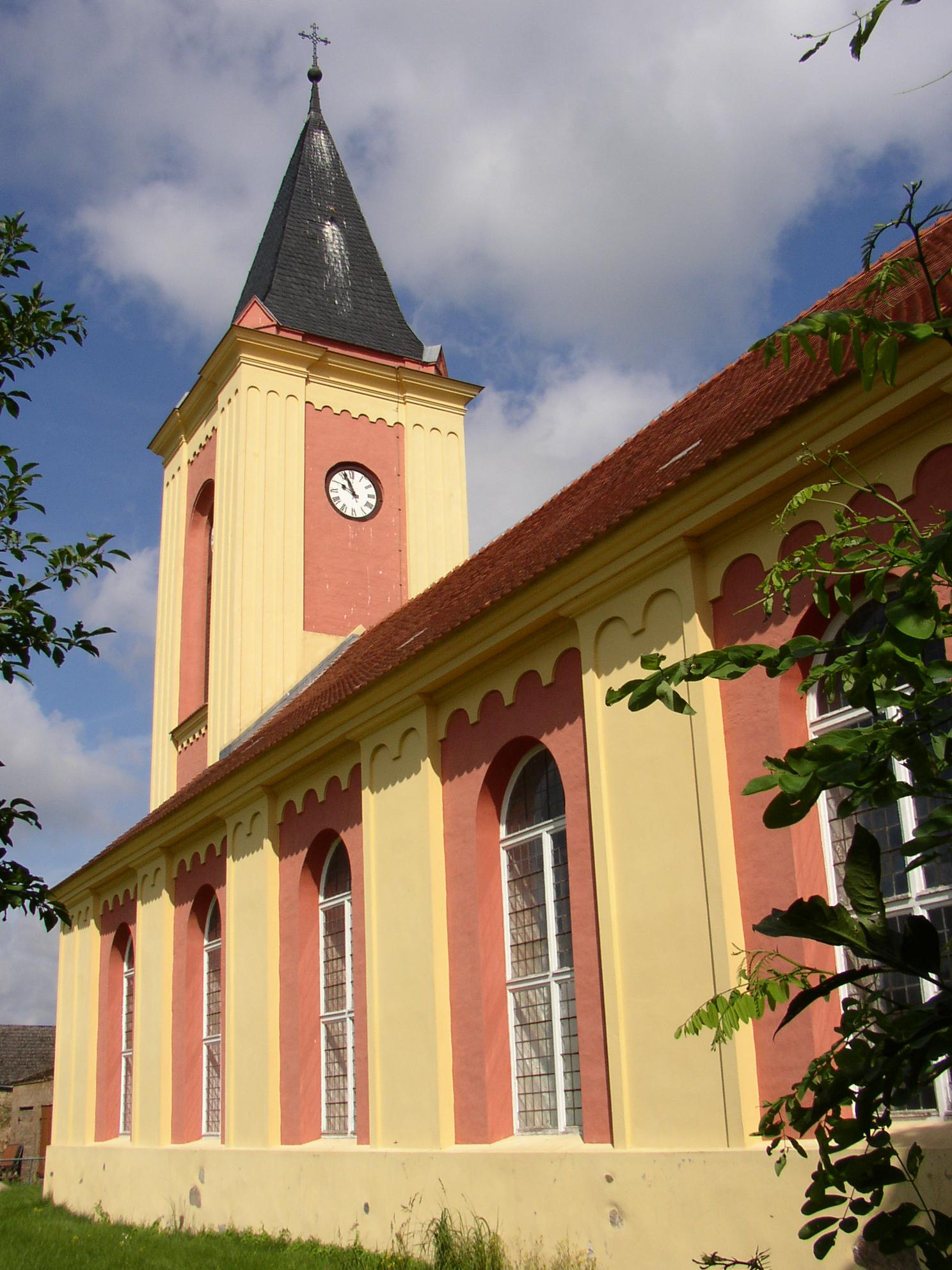
Außenansicht

Es handelt sich um eine rechteckige Saalkirche mit verputzten Wänden und einem quadratischen, zurückgesetzten Westturm. Die Längsseiten sind durch breite Putzpilaster und jeweils fünf hohe Rundbogenfenster gegliedert. Unter dem Dachgesims verläuft ein umlaufender Rundbogenfries. Auf der Nordseite sind große Ziegel- und Feldsteinblöcke des Vorgängerbaus in den Neubau integriert, während im westlichen Teil Reste eines ehemaligen Nordportals im Sockel erkennbar sind. Ein Sockelvorsprung auf der Höhe des zweiten Fensters von Osten zeigt die Länge des Vorgängerbaus an. Die Ostseite ist fensterlos. Der hohe Westturm hat kannelierte Eckpilaster und große Rundbogenöffnungen unter einem Zeltdach.
Das Kircheninnere wurde 1981/82 umgestaltet und die östliche Hälfte in verschiedene Räume aufgeteilt, darunter ein Gemeinderaum, ein Unterrichtsraum, eine Küche und ein Aufenthaltsraum. Der erhaltene Kirchenraum verfügt über eine hufeisenförmige Westempore und ist mit quadratischen Ziegelplatten ausgelegt. Das Gebäude hat einen doppelt stehenden Dachstuhl, auf dem Dachboden befindet sich eine Totenbahre. Ein Altartisch, ein Stehpult und eine Liedertafel wurden 1982 installiert. Ein Kanzelaltar und eine Lütkemüller-Orgel aus dem Jahr 1858 nicht mehr vorhanden sind.

### Ausstattung
Die Empore stammt aus dem Jahr 1805 und hat eine hufeisenförmige Form mit zwei Aufgängen im Westen an der Nord- und Südseite. Die Brüstung wurde vermutlich Anfang des 20. Jahrhunderts mit einfachem Rankenwerk und Schriftfeldern bemalt. Die Taufe aus dem späten 19. Jahrhundert ist aus Holz und hat einen oktogonalen, abgestuften Fuß mit einem kelchförmigen Aufsatz. Der oktogonale Abschluss wurde vereinfacht erneuert. Die heutige Orgel stammt aus dem Jahr 1984 und wurde von der Firma W. Sauer gebaut.
Ein Grabdenkmal für Friedrich Wilhelm Lumpmann (1757–1815) besteht aus einer Sandsteinplatte unter der Nordempore mit der Inschrift: „Dieses Denkmal setzen ihrem Theuren Mann und Vater dessen hinterlassene Witwe Marie Sophie Lumpmann geb. Wienkoop und Sohn Friedrich Wilhelm Lumpmann“. Ein Gedenkstein für Karl Louis Schulze stammt aus dem Jahr 1853 ist aus Sandstein gefertigt. 
Eine Gedenktafel für die Gefallenen der Jahre 1864 bis 1870 besteht aus Sandstein und wurde von der Rüthnicker Jugend gestiftet. Sie befindet sich ebenfalls der Nordempore. Eine schlichte rechteckige Holztafel mit aufgenageltem Eisenkreuz und Lorbeerranken unter der Südempore gedenkt den Gefallenen der Befreiungskriege von 1813 bis 1815. Eine Gedenktafel für die Gefallenen des Ersten Weltkriegs von 1914 bis 1918 ist aus Holz und mit üppigem Blattwerk bemalt.
Zur Ausstattung gehören zwei Bronzeglocken. Die große Glocke wurde 1981 in Rüthnick gegossen, während die kleine Glocke bereits 1925 von der Firma Franz Schilling & Söhne in Apolda gegossen wurde.